# Wittedrift
Wittedrift of Wittedrif is een dorp in de Zuid-Afrikaanse provincie West-Kaap. Wittedrift behoort tot de gemeente Bitou dat onderdeel van het district Tuinroute is.